# Maurizio Grande
Maurizio Grande (Roma, 17 gennaio 1944 – 30 novembre 1996) è stato uno studioso, critico e saggista italiano che si è occupato di letteratura, filosofia, semiotica, estetica, cinema e teatro.

## Biografia
Si laurea con lode nel 1969 in Lettere moderne presso l'Università "La Sapienza" di Roma. Dal 1969 al 1979 lavora come insegnante nei licei e dal 1975 al 1979 è docente di estetica a Viterbo. Insegna anche alla facoltà di Lettere e Filosofia dell'Università della Calabria, dove è docente di Letterature moderne comparate (1979), di Storia dello spettacolo (1980-1983) e professore ordinario di Semiologia dello spettacolo (1987-1992). Nel 1992-1993 insegna Storia e critica del cinema all'Università di Siena. Nel 1989 è consulente scientifico della Biennale di Venezia per il settore teatro. Ha scritto inoltre su Paese Sera e sul settimanale Rinascita (1980-1990). Numerosi sono stati i suoi studi su Carmelo Bene, con il quale ha collaborato per la stesura di Lorenzaccio o la grandiosità del vano.
Muore in un incidente stradale vicino a Siena il 30 novembre 1996. Carmelo Bene commenta così la sua scomparsa: «La tragica, recente morte di Maurizio Grande (nella duplice veste di rarissimo amico e interlocutore estetico a tempo pieno) è un lutto irreparabile. Considero Maurizio la personalità critica (creativamente critica) più acuta e stimolante degli ultimi cinquant'anni. Un referente insostituibile che mi è venuto a mancare».
Dopo la sua morte viene costituita l'Associazione Culturale "Maurizio Grande".

## Opere
- Carmelo Bene e il circuito barocco, Edizioni di Bianco e Nero (collana "Studi monografici"), Roma, 1973
- Marco Ferreri, La Nuova Italia (collana "Il Castoro Cinema"), Firenze 1974, 19752, 19803
- Enrico Sirello, Galleria Giraldi, Firenze, 1974
- L'arte cancellata: saggio su "Amleto" di Carmelo Bene da Shakespeare a Laforgue, Ormagrafica, Roma, 1975
- Francesco Guerrieri, Galleria Ferrari, Verona, 1976
- Immagine e ritratto, in "Quadrangolo", n.8-9, Bulzoni, Roma, 1977, pp. 73–78
- Discorso e codice nel testo filmico, in "Quadrangolo", n.8-9, Bulzoni, Roma, 1977, pp. 89–96
- La meccanica del testo: tipi narrativi e tipologie testuali, Lerici, Cosenza-Roma, 1978
- Billy Wilder, Moizzi, Milano, 1978; a cura di Roberto De Gaetano, Bulzoni, Roma, 20062 ISBN 88-7870-161-0 ISBN 9788878701618
- Jean Vigo, La Nuova Italia (collana "Il Castoro Cinema"), Firenze, 1979, 20042 ISBN 9788880332916
- cura di Chiedo asilo di Marco Ferreri (sceneggiatura), Feltrinelli, Milano, 1980
- cura di Jurij Michajlovič Lotman, Vjačeslav Vsevolodovič Ivanov, Alexander Pjatigorskij, Vladimir Nikolaevič Toporov e Boris Andreevič Uspenskij, Tesi sullo studio semiotico della cultura, Pratiche, Parma, 1980
- cura di La veritàaaa di Cesare Zavattini (sceneggiatura), Bompiani, Milano, 1983
- contributo in AAVV, Inteatro: Centro internazionale per la ricerca e la promozione teatrale, presentazione di Roberto Cimetta e Velia Papa, Villa Comunale, Polverigi, 1984
- La riscossa di Lucifero. Ideologie e prassi del teatro di sperimentazione in Italia (1976-1984), Bulzoni, Roma, 1985
- Abiti nuziali e biglietti di banca. La società della commedia nel cinema italiano, Bulzoni, Roma, 1986 (Premio Filmcritica-Umberto Barbaro)
- Lorenzaccio o la grandiosità del vano (in collaborazione con Carmelo Bene), Nostra Signora Editrice, Roma, 1986
- cura di Studi sul dionisismo, Bulzoni, Roma, 1988
- Le voci del soggetto, "Dismisura" (supplemento al n. 87/88), Frosinone, 1988
- La lettera mancata (sulla messa in scena di La cena delle beffe di Sem Benelli), Marchesi, Roma, 1989
- Introduzione alla semiologia dello spettacolo, Università della Calabria, Cosenza, 1990
- cura di Umano, troppo umano, disumano: la scena comica degli anni '80, E.T.I.-Teatro Sala Umberto, Roma, (convegno del 19-20 febbraio) 1990
- Il tempo-spazio della scena, Centro Internazionale di Semiotica e Linguistica, Urbino, 1991
- Il cinema di Saturno: commedia e malinconia, Bulzoni, Roma, 1992 ISBN 88-7119-458-6
- cura di L'arte della commedia (contiene: L'emisfero comico di Maurizio Grande, Sviluppo dell'io e comicità di Ernst Kris, L'umorismo di Luigi Pirandello, Il riso di Henri Bergson, Il mythos della primavera: la commedia di Northrop Frye, Nota sulla commedia di Friedrich Dürrenmatt), Chaplin Studi, Reggio Calabria, 1992[3]
- Il comico del silenzio: Buster Keaton, Jacques Tati, Chaplin Studi, Reggio Calabria, 1993
- Dodici donne. Figure del destino nella letteratura drammatica, Pratiche, Parma, 1994 ISBN 88-7380-172-2; prefazione di Roberto Tessari, Bulzoni, Roma, 20102 ISBN 9788878704657
- Eros e politica: sul cinema di Bellocchio, Ferreri, Petri, Bertolucci, Taviani, Protagon, Siena, 1995 ISBN 88-8024-087-0
- L'écriture au miroir, Università, Urbino, 1996
- Una trilogia facile: Empedocle tiranno, Shylock e Faust, Lettera ad Antonin Artaud (con Alessandro Berdini), prefazione di Franco Cordelli, Bulzoni, Roma, 1997 ISBN 88-8319-062-9
- La statua e il giocattolo: tracce di un pensiero su cinema e teatro, a cura di Vincenzo Cascone e Marco Dinoi, I mori, Sovicille, 1998
- La visione e il concetto: scritti in omaggio a Maurizio Grande, a cura di Roberto De Gaetano, Bulzoni, Roma, 1998 ISBN 88-8319-273-7
- Il cinema in profondità di campo, a cura di Roberto De Gaetano, Bulzoni, Roma, 2003 ISBN 88-8319-836-0
- La commedia all'italiana, a cura di Orio Caldiron, Bulzoni, Roma, 2003 ISBN 88-8319-781-X
- Scena evento scrittura, a cura di Fabrizio Deriu, Bulzoni, Roma, 2005 ISBN 88-7870-067-3